# Non Stop
„Non Stop“ е дебютният албум на българската рок група ФСБ, издаден от студио „Балкантон“ през 1977 г. През 2000 г. е ремастериран и издаден от UBP International. Музикантите Румен Бояджиев, Константин Цеков и Александър Бахаров създават осем песни в стил прогресив рок. Всички песни от албума са кавър версии на изтъкнати прогресив рок изпълнители и групи от това време.
Текстове за песните в албума пишат поетът Михаил Белчев и журналистката и текстописец Даниела Кузманова.

## Списък на песните
1. Динамика – 5:41
2. Силата и славата – 3:12
3. След десет години – 3:25
4. Свободни ръце – 4:14
5. Отражение – 3:38
6. Зелената врата – 4:46
7. Моят град – 4:37
8. Интермецо – 3:30

## Състав
- Румен Бояджиев – Moog модел D синтезатор, EMS Synthi синтезатор, AKS секуенсър, 6 и 12-струнна китара, Мелотрон 400, ударни инструменти, соло вокал
- Константин Цеков – пиано, фендер пиано, орган Hammond, Мелотрон 400, Хонер клавинет, Роланд ел. клавесин, Фланджер пиано, ударни инструменти, соло вокал
- Александър Бахаров – ел. бас китара, бас педали, ударни инструменти, вокал
- Петър Цанков – барабани, конга, ударни инструменти
- Красимир Каменов – барабани, ударни инструменти
- Ангел Везнев – сопрано саксофон, тенор саксофон
- Емил Ханджиев – ударни инструменти
- Борис Динев – ударни инструменти